# Paležnica Donja (Republika Serbska)
Paležnica Donja (cyr. Палежница Доња) – wieś w Bośni i Hercegowinie, w Republice Serbskiej, w mieście Doboj. W 2013 roku liczyła 164 mieszkańców.